# Армянское прелатство Алеппо

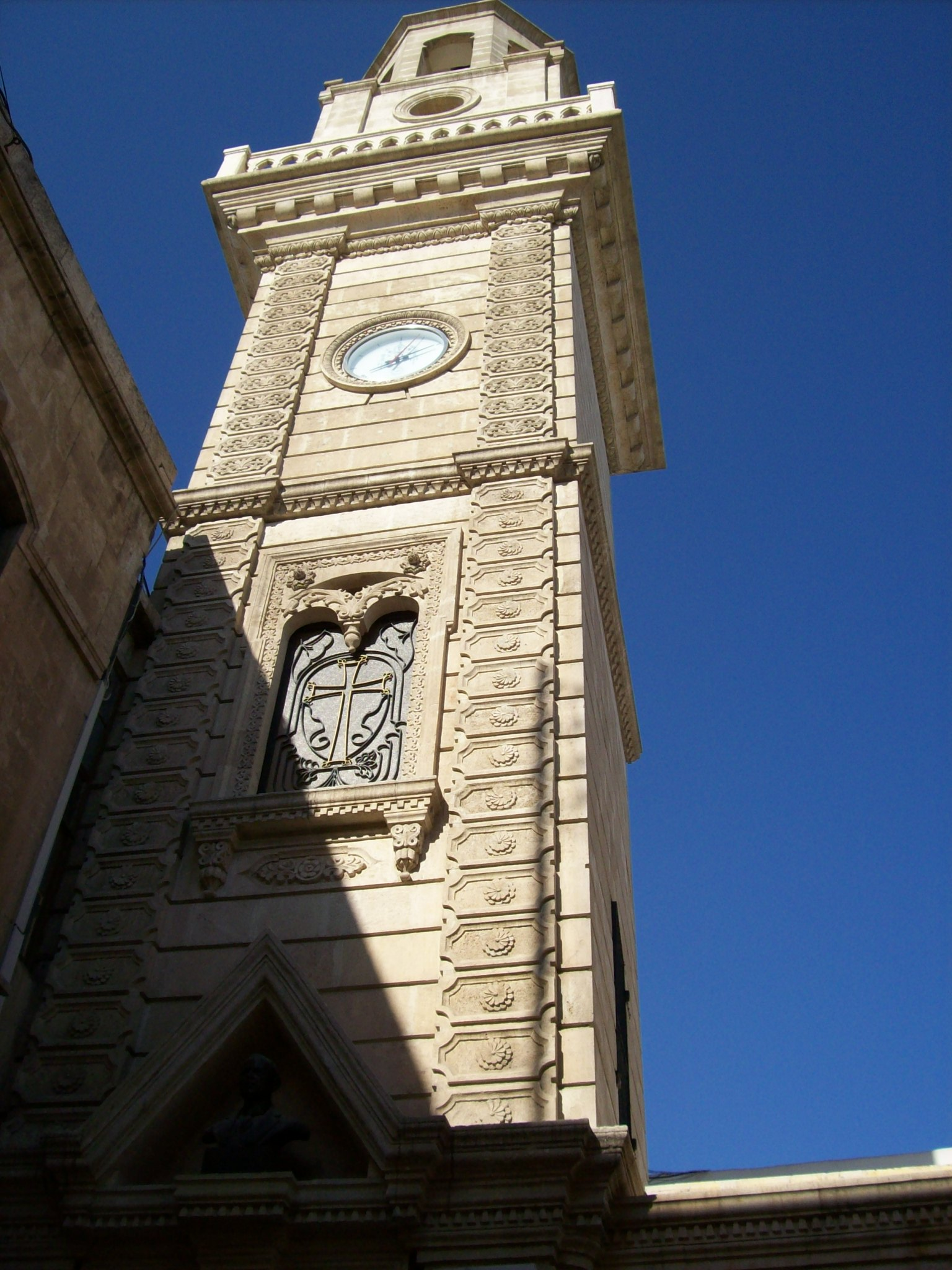
Собор Сорока Мучеников в Алеппо

Армянское прелатство Алеппо (арм. Հալեպի թեմ) — действующее епископское прелатство (епархия) Армянской Апостольской церкви в составе Киликийского католикосата с центром в городе Алеппо (Алеп, Берия), Сирия. Ранее была известна как Берийское прелатство, но после образования Берийской епархии армянской католической церкви известна только как Армянское прелатство Алеппо.
Кафедральный храм - Собор Сорока Мучеников в Алеппо.

## История
В юрисдикцию армянского прелатства Алеппо входили территории Алепской, Искендерунской и Бейланской каз Османской империи. По данным на 1911 год количество верующих Армянской Апостольской церкви — 15 000, общин — 17, а также верующих армян-протестантов — 200, верующих Армянской Католической церкви — 5000.
В 1911 году прелтаство имело 8 церквей.
После распада Османской империи город Алеппо и прилегающие территории отошли Сирии, и, таким образом, Армянское прелатство Алеппо, в отличие от других прелатств Киликийского католикосата на территории бывшей Османской империи, не было расформировано и действует до сих пор.